# Серенады (Брамс)
Серенады, соч. 11 и 16 ― две пьесы Иоганнеса Брамса, представляющие собой ранние попытки композитора написать оркестровую музыку. Обе серенады датируются 1856 годом, когда Брамс проживал в Детмольде.
У молодого композитора была цель достичь уровня Людвига ван Бетховена в написании симфоний, и он долго и усердно работал над своей первой симфонией, завершив её только в 1876 году. Чтобы хорошо научиться сочинять музыку для оркестра, Брамс сначала писал лёгкие и небольшие произведения, в числе которых были и две серенады. Вторую серенаду композитор отправил Кларе Шуман, которая положительно отозвалась о произведении.

## Структура

### Серенада № 1
Первая серенада была первоначально написана для нонета. Немного позже Брамс переделал её в произведение для камерного оркестра, а в декабре 1859 года она превратилась в полноценное оркестровое произведение. Первое исполнение серенады состоялось в Ганновере 3 марта 1860 года и, по мнению Брамса, «оно прошло не очень хорошо, но аудитория в 1200 человек не заметила никакой ошибки во время выступления и долго аплодировала».
Произведение состоит из шести частей и длится около 45 минут.
1. Allegro molto (ре мажор)
2. Скерцо. Allegro non troppo (ре минор) ― Trio. Poco più moto (си-бемоль мажор)
3. Adagio non troppo (си-бемоль мажор)
4. Menuetto I (соль мажор) ― Menuetto II (соль минор)
5. Скерцо. Allegro (ре мажор) ― Trio
6. Рондо. Allegro (ре мажор)

Состав исполнителей:
- Нонет: флейта, 2 кларнета, фагот, валторна, скрипка, альт, виолончель, контрабас
- Оркестр: 2 флейты, 2 гобоя, 2 кларнета, 2 фагота, 4 валторны, 2 трубы, литавры, струнные (скрипки (I и II), альт, виолончель, контрабас).

### Серенада № 2
Вторая серенада посвящена Кларе Шуман. Её первое исполнение состоялось 10 февраля 1860 года в Гамбурге.
Произведение состоит из пяти частей и длится примерно 30 минут.
1. Allegro moderato (ля мажор)
2. Scherzo. Vivace (до мажор) – Trio (фа мажор)
3. Adagio non troppo (ля минор, заканчивается в ля мажоре)
4. Quasi menuetto (ре мажор) – Trio (фа-диез минор)
5. Rondo. Allegro (ля мажор)

В 1875 году Брамс аранжировал эту пьесу для фортепиано в четыре руки.